# Nathalie Pigeot
Pour les articles homonymes, voir Pigeot.
Nathalie Pigeot née le 7 août 1972 dans le Tarn-et-Garonne, est une femme politique française .
Membre du Front national (FN) depuis 1992, elle occupe différentes responsabilités au sein du parti depuis 2011, dont celle de directrice du Front national de la jeunesse (FNJ) de 2011 à 2012.
Elle fut conseillère régionale de Lorraine de 2010 à 2015.

## Biographie
Nathalie Pigeot est originaire du Tarn-et-Garonne. Elle est chargée de communication d’une grande entreprise avant de se consacrer à la vie politique. Elle est mère de deux filles également militantes au FN,.
Elle rejoint le FN en 1992, se disant séduite par les idées du parti sur « la famille et l’islamisation de la société ». Elle milite alors au Front national de la jeunesse (FNJ) jusqu'en 1999.
A l'occasion du XIVe congrès du Front national en janvier 2011, elle fait campagne pour Marine Le Pen, puis entre au bureau politique du FN et devient directrice du FNJ, malgré le fait qu'elle n'ait « ni l'âge ni le profil habituels pour présider la structure jeunesse du parti, dont la limite d'âge est fixée en principe à trente ans ».
À l'occasion des élections législatives de 2012, elle est codirectrice de campagne du FN et se présente dans la 7e circonscription de la Moselle. 
Elle est par ailleurs secrétaire adjointe du FN chargée des fédérations.
Elle est tête de liste à Saint-Avold pour les élections municipales de 2014. La Règle du jeu la présente alors comme « [faisant] partie des cadres essentiels au Front national que l’on ne connaît pas » et, « avec Steeve Briois et Nicolas Bay, [comme] l’une des responsables de la mise en pratique de la « dédiabolisation » du Front national au niveau local ». La revue l'accuse également d'antisémitisme au regard des groupes Facebook auxquels elle appartient. 
À l'occasion des élections départementales de 2015, elle est candidate dans le canton de Saint-Avold. Plusieurs anciens membres du FN en Moselle l'accusent alors d'avoir possédé chez elle des objets glorifiant le nazisme, notamment de la vaisselle frappée du sigle SS, ; Nathalie Pigeot dément et met en cause une « vengeance » de leur part,. Le 12 mars 2015, elle dépose plainte avec constitution de partie civile pour « dénonciations mensongères et gravement attentatoires à son honneur et sa réputation ».
En mars 2018, lors du XVIe congrès du Front national, elle est élue en 78e position au conseil national du FN.